# Johannes Wichelhaus

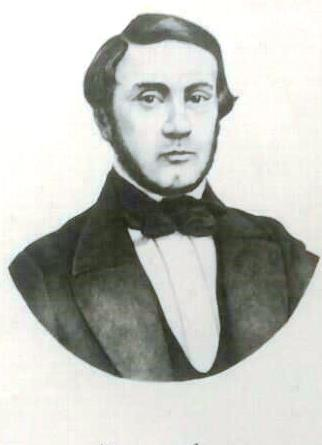

Johannes Wichelhaus (* 13. Januar 1819 in Mettmann; † 14. Februar 1858 in Halle (Saale)) war ein evangelischer Theologe.

## Leben
Johannes Wichelhaus studierte in Bonn, Berlin und Halle und wurde mit einer Dissertation zur Septuaginta (De Jeremiae versionis graecae Alexandrinae indole atque auctoritate) zum Dr. theol. promoviert. 1854 wurde er zum Professor an der Universität Halle-Wittenberg mit Sitz in Halle ernannt. Er widmete sich insbesondere der Erforschung der Peschitta, der Übersetzung der Bibel ins Syrische (De Novi Testamenti versione Syriaca, quam Peschitho vocant, Halle 1850).  Wichelhaus stand in enger Verbindung zu Hermann Friedrich Kohlbrügge und zu Ernst Wilhelm Hengstenberg. Bei ihm studierten unter anderem Eduard Böhl und Adolf Zahn.

## Werke (Auswahl)
- De Jeremiae versionis graecae Alexandrina, Halle 1847
- De Novi Testamenti versione Syriaca, quam Peschitho vocant, Halle 1850
- Das Exil der zehn Stämme Israëls. In: Zeitschrift der Deutschen Morgenländischen Gesellschaft, Band 5. 1851. S. 467–482 (Digitalisat).
- Die Lehre der heiligen Schrift vom Worte Gottes, vom Wesen und Werken Gottes, vom Menschen und Gesetz Gottes
- Akademische Vorlesungen über das Neue Testament – 1. Band: Einleitung in den Hebräerbrief und Erklärung seines ersten Kapitels, Erklärung des ersten Briefes Petri, und des Briefes Jacobi.
- Akademische Vorlesungen über das Neue Testament – 2. Band: Das Evangelium Matthäi.
- Akademische Vorlesungen über das Neue Testament – 3. Band: Das Evangelium des Johannes.
- Mitteilungen aus den Vorlesungen über das Alte Testament – 1. Heft: Aus den Psalmen
- Mitteilungen aus den Vorlesungen über das Alte Testament – 2. Heft: Aus Mose und den Propheten
- Mitteilungen aus den Vorlesungen über das Alte Testament – 3. Heft: Aus der Genesis
- Versuch eines ausführlichen Kommentars zu der Geschichte des Leidens Jesu Christi nach den vier Evangelien.

Dazu kommt die Mitarbeit in der Zeitschrift der Deutschen Morgenländischen Gesellschaft (ZDMG).